# Noriyoshi Ohrai
Noriyoshi Ohrai (生頼 範義 Ōrai Noriyoshi?,  1935 – 27 de octubre de 2015) fue un ilustrador japonés. Una de sus obras es una ilustración para el cartel internacional El Imperio contraataca.
Su hijo, OhraiTaro (オーライタロー) es también un artista en Japón.
El 27 de octubre de 2015, Ohrai murió a la edad de 79.
Ha recibido póstumamente el Premio Seiun al "Mejor Artista", otorgado por la 55.ª Nihon SF Taikai.